# 유수프 음창가마
유수프 야쿠브 음창가마(프랑스어: Youssouf Yacoub M'Changama, 1990년 8월 29일 ~ )는 리그 2의 트루아 AC에서 공격형 미드필더로 활동하고 있는 프랑스 태생 코모로의 축구 선수로, 코모로 국가대표팀 역대 국제 A매치 최다 출전자이다.

## 구단 경력
음창가마는 2012년 3월 5일, 올덤 애슬레틱에 입단했다. 그는 5일 후인 2012년 3월 10일, 요빌 타운과의 경기에서 교체 선수로 데뷔하여 클럽에서 뛴 최초의 코모로인이 되었다.
갱강에서 2021-22년 시즌, 음창가마는 UNFP 리그 2 올해의 팀에 포함되었고, 시즌 최고의 골을 수상했다. 그는 9골 15도움을 기록하며 시즌을 마쳤다. 2022년 6월 16일, 음창가마는 리그 1의 오세르와 2년 계약을 맺었고, 1년 더 옵션이 있음이 확인되었다.

## 국가대표팀 경력
음창가마는 프랑스 국적과 코모로 국적을 보유하고 있다. 2010년 그는 코모로 국가대표팀의 선수가 되었다. 2022년 1월 24일, 개최국 카메룬과의 2021년 아프리카 네이션스컵 16강전에서 프리킥을 성공시켜 2-1로 패배했다.

## 사생활
음창가마의 형인 모하메드도 축구선수이다.